# 二條天皇
二條天皇（日语：／ Nijō Tennō；1143年7月31日—1165年9月5日），日本第78代天皇（1158年9月5日－1165年8月3日在位）。名守仁（日语：／ Morihito）。後白河天皇第一皇子，母為藤原經實之女源懿子。

## 略歷
二條天皇守仁的生母源懿子，在生他的時候因為難產而死。被祖父鳥羽法皇收養，由法皇的寵妃美福門院養育。近衛天皇即位後，他和重仁親王（崇德上皇的長子）同為美福門院的養子，但由於重仁先被收為養子，因此他繼承皇位的可能性很小。仁平元年（1151年）10月，他跟隨伯父覺性法親王出家，稱孫王，時年9歲。兩年後近衛天皇病重，在關白藤原忠通奏請鳥羽法皇讓孫王還俗，準備立為太子。
久壽2年（1155年）7月23日，近衛天皇駕崩。崇德上皇提出由重仁親王即位。但美福門院和藤原忠通極力反對，他們建議立孫王為帝。但鳥羽法皇認為孫王的生父雅仁親王仍在世，如此做法不妥。於是鳥羽法皇與藤原忠通、源雅定、三條公教商議，以立孫王為皇太子為條件，讓雅仁親王即位，是為後白河天皇。8月4日孫王回到仁和寺，9月23日取名守仁，封為親王，同日立為太子。12月9日元服，翌年3月5日娶美福門院的女兒姝子內親王為中宮，以美福門院為政治後盾。
保元3年（1158年）接受後白河天皇的讓位，守仁親王即位，是為二條天皇，時年16歲。其父後白河上皇開設院政，試圖將朝政牢牢掌握在自己手裡。為了對抗上皇的勢力，二條天皇以藤原伊通（美福門院的從兄弟）、藤原經宗（源懿子的弟弟）、藤原惟方（二條的乳母俊子的兒子）為中心，集合了自己的力量（二條親政派）同上皇的院政派對抗。二條天皇自幼由美福門院養育成人，與親生父親後白河上皇的關係冷淡。平治元年（1159年）12月，爆發平治之亂，二條天皇被藤原信賴的叛軍幽禁在黑戶御所，後被親政派和平清盛救出，前往清盛的六波羅邸避難。
平治之亂後，12月29日，二條天皇臨幸美福門院的八條邸，翌年正月迎太皇太后藤原多子為皇后。藤原多子是近衛天皇的皇后，《平家物語》稱這一舉措遭到了後白河上皇和其他大臣的竭力反對。但事實上二條天皇試圖借此鞏固自己的勢力。但3月上皇即罷免了親政派藤原經宗、藤原惟方的官職並流放，7月禁止了藤原隆信、藤原雅長的昇殿資格，8月中宮姝子內親王因病出家，11月美福門院又病逝，二條天皇勢力削弱，後白河上皇的勢力擴大。
當時日本朝廷的政治為所謂的「二頭政治」，由二條天皇和後白河上皇共同執掌朝政，兩派勾心鬥角，嚴重對立。二條天皇所依賴的朝臣為藤原伊通和平清盛兩人。平清盛的夫人平時子是二條天皇的乳母，二條天皇將平清盛昇為檢非違使別當、中納言，讓他執掌兵權以為後盾。
應保元年（1161年）9月，後白河上皇與平滋子生下了憲仁親王（後來的高倉天皇）。二條天皇發現上皇欲立憲仁為太子，立即將院政派的主要人物平時忠、平教盛、藤原成親、藤原信隆罷免官職，並廢除了上皇的院政。次年召還了親政派的藤原經宗等人，並將院政派的平時忠、源資賢等罷官流放，鞏固了自己的統治地位。
此後，二條天皇大刀闊斧地進行改革，對僧兵和神社莊園進行整治，沿襲了信西（藤原通憲）的一些積極的政策。後白河上皇則被他徹底地從政治上排除，投身於佛教信仰之中，但仍試圖恢復院政。二條天皇對上皇抱有非常大的戒備之心。
長寬3年（1165年）2月，在親政派重臣太政大臣藤原伊通逝世後，二條天皇也病重。6月讓位給兒子順仁親王，並於7月在押小路東洞院駕崩。
《今鏡》稱讚二條天皇是「末世的賢帝王」（末の世の賢王におはします）。然而《源平盛衰記》則認為二條天皇一生與自己親生父親作對，這「大為違背孝道」（孝道には大に背けり）。
二條天皇相貌俊美，根據《平家物語》的記載，在平治之亂中，二條天皇被平清盛救出，前往清盛的宅邸避難。途中，護送的平家武士看見了車中的天皇，誤以為是天皇宮中的女房。由此可見，二條天皇是具有女性美貌的美男子。

## 系譜
|  |  | (77)後白河天皇 | (77)後白河天皇 | (77)後白河天皇 | (77)後白河天皇 | (77)後白河天皇 | (77)後白河天皇 |  |  | (78)二條天皇            | (78)二條天皇            | (78)二條天皇            | (78)二條天皇            | (78)二條天皇            | (78)二條天皇            |  |  | (79)六條天皇          | (79)六條天皇          | (79)六條天皇          | (79)六條天皇          | (79)六條天皇          | (79)六條天皇          |  |  |                |                |                |                |                |                |  |  |                  |                |                |                |                |                |  |  |
|  |  | (77)後白河天皇 | (77)後白河天皇 | (77)後白河天皇 | (77)後白河天皇 | (77)後白河天皇 | (77)後白河天皇 |  |  | (78)二條天皇            | (78)二條天皇            | (78)二條天皇            | (78)二條天皇            | (78)二條天皇            | (78)二條天皇            |  |  | (79)六條天皇          | (79)六條天皇          | (79)六條天皇          | (79)六條天皇          | (79)六條天皇          | (79)六條天皇          |  |  |                |                |                |                |                |                |  |  |                  |                |                |                |                |                |  |  |
|  |  |                |                |                |                |                |                |  |  | 以仁王                  | 以仁王                  | 以仁王                  | 以仁王                  | 以仁王                  | 以仁王                  |  |  | 某王（北陸宮）        | 某王（北陸宮）        | 某王（北陸宮）        | 某王（北陸宮）        | 某王（北陸宮）        | 某王（北陸宮）        |  |  |                |                |                |                |                |                |  |  |                  |                |                |                |                |                |  |  |
|  |  |                |                |                |                |                |                |  |  | 以仁王                  | 以仁王                  | 以仁王                  | 以仁王                  | 以仁王                  | 以仁王                  |  |  | 某王（北陸宮）        | 某王（北陸宮）        | 某王（北陸宮）        | 某王（北陸宮）        | 某王（北陸宮）        | 某王（北陸宮）        |  |  |                |                |                |                |                |                |  |  |                  |                |                |                |                |                |  |  |
|  |  |                |                |                |                |                |                |  |  | (80)高倉天皇            | (80)高倉天皇            | (80)高倉天皇            | (80)高倉天皇            | (80)高倉天皇            | (80)高倉天皇            |  |  | (81)安德天皇          | (81)安德天皇          | (81)安德天皇          | (81)安德天皇          | (81)安德天皇          | (81)安德天皇          |  |  |                |                |                |                |                |                |  |  |                  |                |                |                |                |                |  |  |
|  |  |                |                |                |                |                |                |  |  | (80)高倉天皇            | (80)高倉天皇            | (80)高倉天皇            | (80)高倉天皇            | (80)高倉天皇            | (80)高倉天皇            |  |  | (81)安德天皇          | (81)安德天皇          | (81)安德天皇          | (81)安德天皇          | (81)安德天皇          | (81)安德天皇          |  |  |                |                |                |                |                |                |  |  |                  |                |                |                |                |                |  |  |
|  |  |                |                |                |                |                |                |  |  | 亮子内親王 （殷富門院） | 亮子内親王 （殷富門院） | 亮子内親王 （殷富門院） | 亮子内親王 （殷富門院） | 亮子内親王 （殷富門院） | 亮子内親王 （殷富門院） |  |  | 守貞親王 （後高倉院） | 守貞親王 （後高倉院） | 守貞親王 （後高倉院） | 守貞親王 （後高倉院） | 守貞親王 （後高倉院） | 守貞親王 （後高倉院） |  |  | (86)后堀河天皇 | (86)后堀河天皇 | (86)后堀河天皇 | (86)后堀河天皇 | (86)后堀河天皇 | (86)后堀河天皇 |  |  | (87)四条天皇     | (87)四条天皇   | (87)四条天皇   | (87)四条天皇   | (87)四条天皇   | (87)四条天皇   |  |  |
|  |  |                |                |                |                |                |                |  |  | 亮子内親王 （殷富門院） | 亮子内親王 （殷富門院） | 亮子内親王 （殷富門院） | 亮子内親王 （殷富門院） | 亮子内親王 （殷富門院） | 亮子内親王 （殷富門院） |  |  | 守貞親王 （後高倉院） | 守貞親王 （後高倉院） | 守貞親王 （後高倉院） | 守貞親王 （後高倉院） | 守貞親王 （後高倉院） | 守貞親王 （後高倉院） |  |  | (86)后堀河天皇 | (86)后堀河天皇 | (86)后堀河天皇 | (86)后堀河天皇 | (86)后堀河天皇 | (86)后堀河天皇 |  |  | (87)四条天皇     | (87)四条天皇   | (87)四条天皇   | (87)四条天皇   | (87)四条天皇   | (87)四条天皇   |  |  |
|  |  |                |                |                |                |                |                |  |  | 式子内親王              | 式子内親王              | 式子内親王              | 式子内親王              | 式子内親王              | 式子内親王              |  |  | (82)後鳥羽天皇        | (82)後鳥羽天皇        | (82)後鳥羽天皇        | (82)後鳥羽天皇        | (82)後鳥羽天皇        | (82)後鳥羽天皇        |  |  | (83)土御門天皇 | (83)土御門天皇 | (83)土御門天皇 | (83)土御門天皇 | (83)土御門天皇 | (83)土御門天皇 |  |  | (88)後嵯峨天皇   | (88)後嵯峨天皇 | (88)後嵯峨天皇 | (88)後嵯峨天皇 | (88)後嵯峨天皇 | (88)後嵯峨天皇 |  |  |
|  |  |                |                |                |                |                |                |  |  | 式子内親王              | 式子内親王              | 式子内親王              | 式子内親王              | 式子内親王              | 式子内親王              |  |  | (82)後鳥羽天皇        | (82)後鳥羽天皇        | (82)後鳥羽天皇        | (82)後鳥羽天皇        | (82)後鳥羽天皇        | (82)後鳥羽天皇        |  |  | (83)土御門天皇 | (83)土御門天皇 | (83)土御門天皇 | (83)土御門天皇 | (83)土御門天皇 | (83)土御門天皇 |  |  | (88)後嵯峨天皇   | (88)後嵯峨天皇 | (88)後嵯峨天皇 | (88)後嵯峨天皇 | (88)後嵯峨天皇 | (88)後嵯峨天皇 |  |  |
|  |  |                |                |                |                |                |                |  |  | 覲子内親王 （宣陽門院） | 覲子内親王 （宣陽門院） | 覲子内親王 （宣陽門院） | 覲子内親王 （宣陽門院） | 覲子内親王 （宣陽門院） | 覲子内親王 （宣陽門院） |  |  |                       |                       |                       |                       |                       |                       |  |  | (84)順德天皇   | (84)順德天皇   | (84)順德天皇   | (84)順德天皇   | (84)順德天皇   | (84)順德天皇   |  |  | (85)仲恭天皇     | (85)仲恭天皇   | (85)仲恭天皇   | (85)仲恭天皇   | (85)仲恭天皇   | (85)仲恭天皇   |  |  |
|  |  |                |                |                |                |                |                |  |  | 覲子内親王 （宣陽門院） | 覲子内親王 （宣陽門院） | 覲子内親王 （宣陽門院） | 覲子内親王 （宣陽門院） | 覲子内親王 （宣陽門院） | 覲子内親王 （宣陽門院） |  |  |                       |                       |                       |                       |                       |                       |  |  | (84)順德天皇   | (84)順德天皇   | (84)順德天皇   | (84)順德天皇   | (84)順德天皇   | (84)順德天皇   |  |  | (85)仲恭天皇     | (85)仲恭天皇   | (85)仲恭天皇   | (85)仲恭天皇   | (85)仲恭天皇   | (85)仲恭天皇   |  |  |
|  |  |                |                |                |                |                |                |  |  |                         |                         |                         |                         |                         |                         |  |  |                       |                       |                       |                       |                       |                       |  |  |                |                |                |                |                |                |  |  | 忠成王（岩倉宮） |                |                |                |                |                |  |  |
|  |  |                |                |                |                |                |                |  |  |                         |                         |                         |                         |                         |                         |  |  |                       |                       |                       |                       |                       |                       |  |  |                |                |                |                |                |                |  |  |                  |                |                |                |                |                |  |  |

## 家族
- 父：後白河天皇
- 母：源懿子

- 皇后：
  - 藤原多子（1140-1202）
  - 藤原育子（1146-1173）
- 中宮：姝子內親王（1141-1176，高松院）
- 尚侍：督之君

- 皇子：
  - 右馬助：源光成之女
    - 尊惠法親王（日语：尊恵法親王）（1164-1192，智慧光院）：大僧都

  - 大藏大輔：伊岐致遠之女
    - 順仁親王（1164-1176，六條天皇）

  - 源忠房之女：督之君之妹
    - 真惠

- 皇女：
  - 春日殿：中原師元（日语：中原師元）之女
    - 僐子內親王（日语：僐子内親王）（1159-1171）：賀茂齋院